# Piztu da Piztia
Piztu da piztia (en castellano «La bestia ha enfurecido») es el título del tercer álbum de la banda de punk rock Kuraia.

## Lista de canciones
1. «Piztu da piztia!» («¡La bestia ha enfurecido!»)
(Letra: Joseba Ponce/Fernando Sapo. Música: Joseba Ponce/Galder Izagirre.)
2. «Gizon sikodelikoa» («El hombre sicodélico»)
(Letra y música: Joseba Ponce/Fernando Sapo.)
3. «Zabortegiak» («Vertederos»)
(Letra: Fernando Sapo. Música: Joseba Ponce.)
4. «Zebra (RNRHJBD)» («Cebra»)[1]
(Letra: Fernando Sapo. Música: Joseba Ponce.)
5. «Birakari» («Giratorio»)
(Letra: Fernando Sapo. Música: Joseba Ponce.)
6. «Leherketa» («La explosión»)
(Letra: Fernando Sapo. Música: Joseba Ponce.)

## Personal
- Fernando Sapo - voz
- Joseba Ponce - guitarra
- Mikel Kazalis - bajo
- Galder Izagirre - batería

## Personal técnico
- Mikel Kazalis: técnico de sonido.
- Galder Izagirre: diseño y maquetación.